# Ống kính Canon EF-S 15–85mm

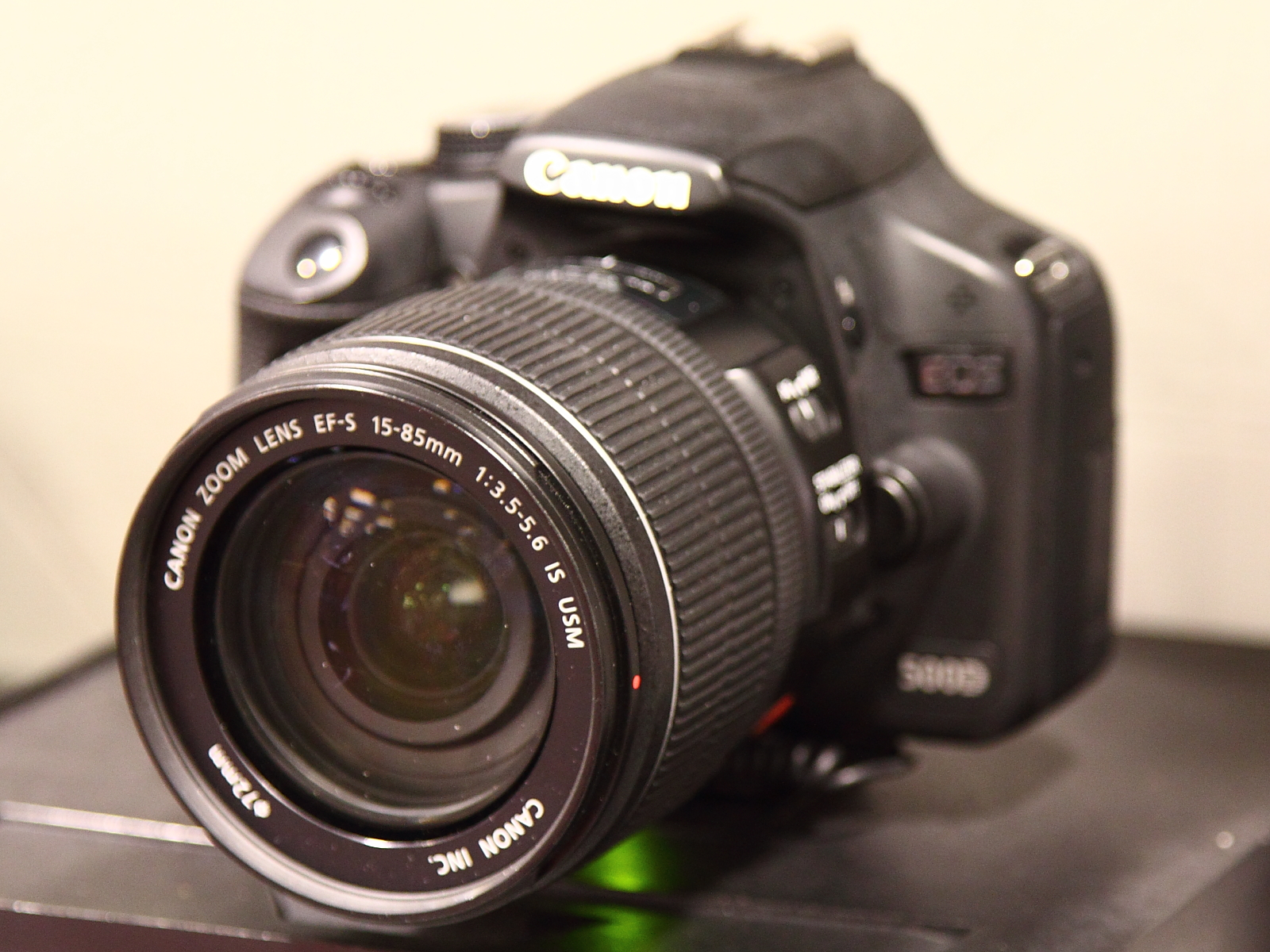
EF-S 15-85mm gắn trên EOS 500D

Canon EF-S 15–85mm f/3.5–5.6 IS USM là 1 ống kính zoom chuẩn cho máy ảnh phản xạ ống kính đơn kỹ thuật số của Canon sử dụng ngàm EF-S, kèm theo hệ thống ổn định hình ảnh và mô-tơ lấy nét siêu thanh. Nó tạo ra góc nhìn trên các máy sử dụng cảm biến APS-C tương đương việc sử dụng ống kính có tiêu cự 24-136mm trên các máy có cảm biến full-frame.
EF-S 15-85 được sử dụng làm ống kit "cao cấp" cho EOS 7D và sau này là EOS 7D Mk II.
Ống này được sản xuất ra nhằm thay thế cho EF-S 17-85 IS USM với chất lượng quang học được cải thiện rõ rệt.

## Thông số kỹ thuật
| Hình ảnh                    |                        |
| Đặc điểm chính              |                        |
| Tương thích với full-frame  | Không                  |
| Ổn định hình ảnh            | Có                     |
| Chống thời tiết             | Không                  |
| USM                         | Có, dạng vòng          |
| Dòng L                      | Không                  |
| Giảm nhiễu xạ quang học     | Không                  |
| Short-back focus            | Có                     |
| Dữ liệu kỹ thuật            |                        |
| Khẩu độ (lớn nhất-nhỏ nhất) | f/3.5–5.6 / f/22–38    |
| Cấu trúc                    | 12 nhóm / 17 thấu kính |
| Số lá khẩu                  | 7                      |
| Khoảng lấy nét gần nhất     | 0,35m                  |
| Độ phóng đại tối đa         | 0.21x (ở tiêu cự 85mm) |
| Góc nhìn ngang              | 74°10'–15°25'          |
| Góc nhìn đứng               | 53°30'–10°25'          |
| Góc nhìn chéo               | 84°30'–18°25'          |
| Thông số vật lý             |                        |
| Khối lượng                  | 575g                   |
| Đường kính lớn nhất         | 81,6mm                 |
| Chiều dài                   | 87,5mm                 |
| Đường kính filter           | 72mm                   |
| Phụ kiện                    |                        |
| Hood                        | EW-78E                 |
| Thông tin ra mắt            |                        |
| Ngày công bố                | 2009                   |
| Đang sản xuất               | Có                     |
| Giá khởi điểm US$           | $799,99                |